# آریادنه ۴۳
سیارک ۴۳ (به انگلیسی: 43 Ariadne) چهل و سومین سیارک کشف شده‌است که در ۱۵ آوریل ۱۸۵۷ و در آکسفورد کشف شد.
قدر مطلق سیارک برابر ۷٫۹۳ است.